# Адмирал Нахимов (большой противолодочный корабль)
«Адмирал Нахимов» — советский большой противолодочный корабль (БПК) проекта 1134-А.

## Строительство
Закладка корабля состоялась 15 января 1968 года на судостроительном заводе имени А. А. Жданова (Северная верфь) в Ленинграде под заводским номером 723. 2 августа того же года зачислен в списки кораблей ВМФ СССР.
15 апреля 1969 года корабль был спущен на воду, 29 ноября 1971 года вступил в строй и 13 декабря того же года включен в состав 170 бригады противолодочных кораблей Краснознамённого Северного флота.

## Служба
В октябре 1972 года БПК участвовал в поисках подводных лодок противника в Норвежском море, затем проходил боевую службу в Средиземном море.
С июня по декабрь 1974 года нёс боевую службу в Средиземном море, в июле во время турецкого вторжения на Кипр принимал участие в эвакуации советских граждан с острова.
В апреле 1975 года принял участие в учениях «Океан-75».
В апреле-октябре 1977 года БПК проходил боевую службу на юге Атлантического океана, во время которой также заходил в Конакри и Луанду. В 1979 году боевая служба в Средиземном море с походом через Атлантический океан до Карибского моря совместно СКР Неукротимый и танкером Тукумс.Затем поход через Атлантику в Конакри ( Гвинея). При возвращении на базу в СЕВЕРОМОРСК  были  в эпицентре учений ВМС НАТО " Океанская охота 79". В конце 1979 переход в Кронштадт на КМОЛЗ.
С мая по декабрь 1983 года корабль нёс службу на юге Атлантического океана, посетив восточное побережье Африки (Бисау, Конакри, Луанда).
В начале апреля 1984 года принимал участие в учениях «Атлантика-84».
22 апреля 1987 года в результате навала на причал при швартовке в Североморске получил пробоину выше ватерлинии.
31 января 1991 года корабль был исключен из состава флота и в 1994 году продан в Индию для разделки на металл. До места разделки не дошел, сел на мель и был разбит штормом. Команда спасена проходившем мимо эсминцем США, откликнувшимся на сигнал бедствия.